# Худ, Дерек (баскетболист)
Дерек Худ (англ. Derek Hood, род. 22 декабря 1976, Канзас-Сити, Миссури) — американский бывший профессиональный баскетболист, игравший на позиции тяжёлого форварда. Сыграл 2 игры в НБА за «Шарлотт Хорнетс».

## Профессиональная карьера
Худ сыграл два матча за команду Национальной баскетбольной ассоциации «Шарлотт Хорнетс» в сезоне 1999/2000.
Худ также играл в Континентальной баскетбольной ассоциации за «Квад-Сити Тандер» и «Якима Сан Кингз», в Италии за «Снайдеро Удине», в АБА за «Канзас-Сити Найтс», в NBDL за «Мобил Ревелерс», а во Франции за АСВЕЛ. В 2000 году он был выбран в сборную новичков КБА.

## После баскетбольной карьеры
В 2015 году Худ был включён в Зал славы спорта Арканзаса.
В настоящее время Худ работает учителем математики в средней школе Хит в Техасе.

## Статистика

### Статистика в НБА
| Сезон                                                                                    | Команда | Регулярный сезон | Регулярный сезон | Регулярный сезон | Регулярный сезон | Регулярный сезон | Регулярный сезон | Регулярный сезон | Регулярный сезон | Регулярный сезон | Регулярный сезон | Регулярный сезон | Серия плей-офф | Серия плей-офф | Серия плей-офф | Серия плей-офф | Серия плей-офф | Серия плей-офф | Серия плей-офф | Серия плей-офф | Серия плей-офф | Серия плей-офф | Серия плей-офф |
| Сезон                                                                                    | Команда | GP               | GS               | MPG              | FG%              | 3P%              | FT%              | RPG              | APG              | SPG              | BPG              | PPG              | GP             | GS             | MPG            | FG%            | 3P%            | FT%            | RPG            | APG            | SPG            | BPG            | PPG            |
| ---------------------------------------------------------------------------------------- | ------- | ---------------- | ---------------- | ---------------- | ---------------- | ---------------- | ---------------- | ---------------- | ---------------- | ---------------- | ---------------- | ---------------- | -------------- | -------------- | -------------- | -------------- | -------------- | -------------- | -------------- | -------------- | -------------- | -------------- | -------------- |
| 1999/00                                                                                  | Шарлотт | 2                | 0                | 2,0              | 0,0              | -                | -                | 0,5              | 0,0              | 0,0              | 0,0              | 0,0              | Не участвовал  | Не участвовал  | Не участвовал  | Не участвовал  | Не участвовал  | Не участвовал  | Не участвовал  | Не участвовал  | Не участвовал  | Не участвовал  | Не участвовал  |
|                                                                                          | Всего   | 2                | 0                | 2,0              | 0,0              | -                | -                | 0,5              | 0,0              | 0,0              | 0,0              | 0,0              | Не участвовал  | Не участвовал  | Не участвовал  | Не участвовал  | Не участвовал  | Не участвовал  | Не участвовал  | Не участвовал  | Не участвовал  | Не участвовал  | Не участвовал  |
| Наведите курсор мыши на аббревиатуры в заголовке таблицы, чтобы прочесть их расшифровку. |         |                  |                  |                  |                  |                  |                  |                  |                  |                  |                  |                  |                |                |                |                |                |                |                |                |                |                |                |

### Статистика в NCAA
| Сезон | Команда  | Conf  | Class | GP  | GS  | MPG  | FG%  | 3P% | FT%  | RPG  | APG | SPG | BPG | PPG  |
| --- | -------- | ----- | ----- | --- | --- | ---- | ---- | --- | ---- | ---- | --- | --- | --- | ---- |
| 1995/96 | Арканзас | SEC   | FR    | 33  | 28  | 21,7 | 47,3 | -   | 43,9 | 6,1  | 1,1 | 1,0 | 0,7 | 7,5  |
| 1996/97 | Арканзас | SEC   | SO    | 32  | 31  | 27,3 | 48,3 | 0,0 | 63,3 | 8,0  | 1,7 | 1,2 | 0,7 | 9,7  |
| 1997/98 | Арканзас | SEC   | JR    | 32  | 29  | 22,6 | 50,2 | -   | 53,3 | 6,1  | 1,7 | 1,1 | 0,8 | 8,4  |
| 1998/99 | Арканзас | SEC   | SR    | 34  | 34  | 28,8 | 56,5 | 0,0 | 68,2 | 10,3 | 1,8 | 1,2 | 0,9 | 12,4 |
| Всего | Всего    | Всего | Всего | 131 | 122 | 25,1 | 51,0 | 0,0 | 58,3 | 7,6  | 1,6 | 1,1 | 0,8 | 9,5  |
| Наведите курсор мыши на аббревиатуры в заголовке таблицы, чтобы прочесть их расшифровку Статистика приведена с сайта sports-reference.com |          |       |       |     |     |      |      |     |      |      |     |     |     |      |

### Статистика в других лигах
| Сезон | Команда | Лига     | GP | GS | MPG  | FG%  | 3P% | FT%  | RPG | APG | SPG | BPG | PFL | TOV | PPG |
| --- | ------- | -------- | -- | -- | ---- | ---- | --- | ---- | --- | --- | --- | --- | --- | --- | --- |
| 2003/04 | АСВЕЛ   | Евролига | 10 | 6  | 21,7 | 38,9 | 0,0 | 57,9 | 6,0 | 1,2 | 0,9 | 0,1 | 3,7 | 2,1 | 6,7 |
| Всего | Всего   | Всего    | 10 | 6  | 21,7 | 38,9 | 0,0 | 57,9 | 6,0 | 1,2 | 0,9 | 0,1 | 3,7 | 2,1 | 6,7 |
| Наведите курсор мыши на аббревиатуры в заголовке таблицы, чтобы прочесть их расшифровку Статистика приведена с сайта basketball.realgm.com |         |          |    |    |      |      |     |      |     |     |     |     |     |     |     |